# Theodora ásványvíz

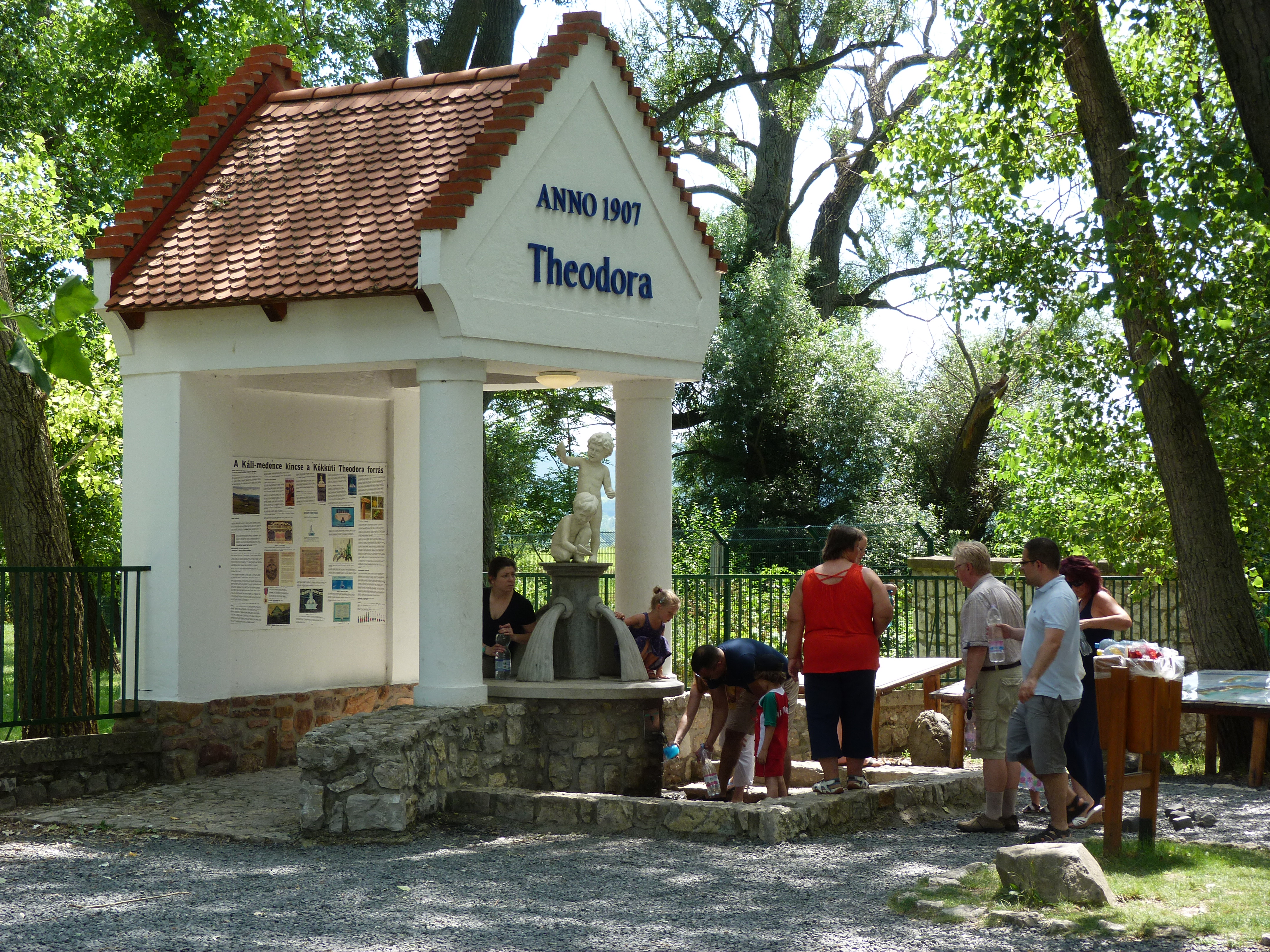
A Theodora Kereki forrástól indul a Theodora tanösvény az Kékkúti Ásványvíz Zrt. palackozóüzemétől, majd a Sásdi patak mentén a Kornyi-tó irányába halad

A Theodora ásványvíz a Kékkúti Ásványvíz Zrt. terméke, amelynek forrása a Balaton-felvidéki Nemzeti Parkban, a Káli-medencében Kékkúton található.

## Története
Kékkút (a középkorban Kukut, utóbb Alsókút illetve Kőkút) az 1700-as évek végén, az 1800-as évek elején jelent meg először a Lipszky János által készített térképen, „savanyú víz” latin megjegyzéssel a község neve mellett. 

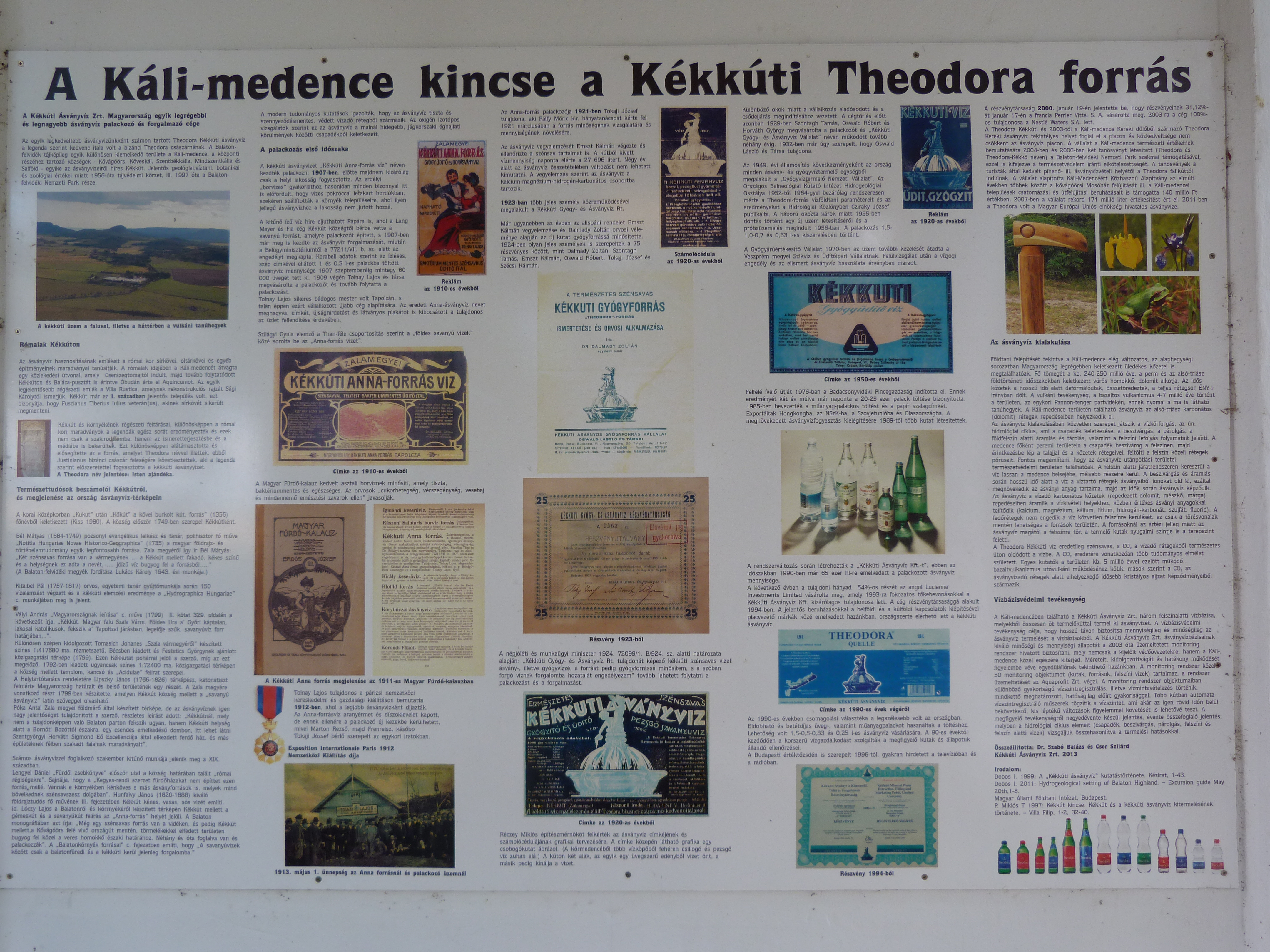
Kékkúti Theodora forrás

A Kékkúton talált ásványvizet először „Kékkúti Anna-forrás víz” néven kezdték el palackozni, a palackozás előtt csak a helyi lakosság fogyasztotta az ásványvizet. A forrás első tulajdonosa Lang Mayer és Fia cég volt akik bérbe véve a forrást, palackozót építettek rá és 1907-től megkezdték a forgalmazást.
1909-től már új tulajdonosa volt a cégnek Tolnay Lajos, tapolcai bádogos mester személyében, aki meghagyta az „Anna ásványvíz” nevet. Újsághirdetést és plakátot is készített az üzlet fellendítése érdekében. Az egyre inkább kedvelt kékkúti vizet az 1912. évi párizsi és londoni egészségügyi kiállításon aranyéremmel jutalmazták. Az ásványvíz palackozója 1921-ben Tokaji József lett aki, Emszt Kálmán főgeológus-vegyésszel elemzést végeztetett. Ő volt az, aki először Theodora néven illette az ásványvizet, melynek jelentése: Istennő, Isten ajándéka.

## Összetétele

### Theodora Kékkúti[2]
- Kalcium: 280,0 mg/l;
- Magnézium: 57,0 mg/l
- Hidrogén-karbonát: 1110,0 mg/l
- Kálium: 12,9 mg/l
- Nátrium: 37,0 mg/l
- Fluorid: 1,02 mg/l
- Összes oldott ásványianyag-tartalom: 1600,0 mg/l

### Theodora Kereki[3]
- Kalcium: 144,0 mg/l
- Magnézium: 34,4 mg/l
- Szulfát: 144,0 mg/l
- Kálium: 10,0 mg/l
- Fluorid: 1,4 mg/l
- Nátrium 32,0 mg/l
- Hidrogén-karbonát: 487,0 mg/l
- Összes oldott ásványianyag-tartalom: 904,0 mg/l